# Mishicot
Mishicot és una població dels Estats Units a l'estat de Wisconsin. Segons el cens del 2000 tenia 1.422 habitants.

## Demografia
Segons el cens del 2000, Mishicot tenia 1.422 habitants, 582 habitatges, i 405 famílies. La densitat de població era de 215,3 habitants per km².
Dels 582 habitatges en un 29,4% hi vivien nens de menys de 18 anys, en un 58,6% hi vivien parelles casades, en un 7,7% dones solteres, i en un 30,4% no eren unitats familiars. En el 26,6% dels habitatges hi vivien persones soles el 12% de les quals corresponia a persones de 65 anys o més que vivien soles. El nombre mitjà de persones vivint en cada habitatge era de 2,44 i el nombre mitjà de persones que vivien en cada família era de 2,98.
Per edats la població es repartia de la següent manera: un 24,9% tenia menys de 18 anys, un 7,2% entre 18 i 24, un 26,2% entre 25 i 44, un 24,2% de 45 a 60 i un 17,5% 65 anys o més.
L'edat mediana era de 39 anys. Per cada 100 dones de 18 o més anys hi havia 102,7 homes.
La renda mediana per habitatge era de 43.083 $ i la renda mediana per família de 51.917 $. Els homes tenien una renda mediana de 37.419 $ mentre que les dones 23.938 $. La renda per capita de la població era de 20.175 $. Aproximadament el 3,1% de les famílies i el 4,4% de la població estaven per davall del llindar de pobresa.

## Poblacions més properes
El següent diagrama mostra les poblacions més properes.